# 飯田香織
飯田 香織（いいだ かおり、1969年 - ）は、NHKの記者で、メディア総局報道局経済部デスク。

## 経歴
愛知県名古屋市で生まれ、親の仕事の関係で幼少時から小学校卒業までをアメリカ合衆国で過ごした。
東京都立町田高等学校を経て、慶應義塾大学法学部政治学科卒業後の1992年、当初から記者としてNHKに入局。初任地は京都局で、警察担当などを務めた。札幌局を経て1996年の人事で東京本部に転勤後は一貫して経済畑を歩み、旧経団連、旧通産省、財務省などを担当した。その後、ワシントン支局特派員となり日米通商問題を担当、テレビニュース等にも登場するようになった。この間、NHK報道局経済部副部長などを務めた。
2017年7月からロサンゼルス支局長となった。
帰国後は経済デスクとなったが、『Bizスポ』開始後は経済担当として再び自ら外国取材に出かけることも増えている。
2013年春、当時民主党所属の岸本周平衆院議員と結婚したことが報道された。岸本は国民民主党所属議員をへて2022年に和歌山県知事に就任。2025年に死別。

## その他
- NHKに入職した理由は、本人曰く「現場を走り回る記者がカッコいいと思ったから」とのこと。また大学の先輩に「自分が書いた原稿が読まれる確率の高いところにした方が良い」と云われたことも大きかったと語っている[1]。
- 趣味はヨガ、料理、ゴルフ。特技はどこでも眠れること。料理には自信があり、『Bizスポ』ブログでしばしば自身の弁当の写真を披露している。
- 2015年春、個人のブログを開設。積極的に更新を行っている。

## 出演番組
- Bizスポ
- Bizプラス
- Biz+サンデー（経済担当キャスター、～2014年3月）

## 脚註
1. 1 2  「注目!! 女性キャスターを直撃」 日刊ゲンダイ 2010年6月16日発行 飯田香織インタビューより
2. ↑  NHK人気女性キャスター 民主党議員と結婚していた 『週刊朝日』 2013年9月6日号
3. ↑  “和歌山県知事、岸本周平氏が敗血症性ショックで死去 倒れる前日は万博イベント参加”. zakzak. (2025年4月15日) 2025年6月10日閲覧。